# Aïcha Mohamed Robleh
Aïcha Mohamed Robleh (sinh năm 1965) là một nhà văn người Djibouti.
Robleh sinh ra ở Djibouti, và có bằng trong lĩnh vực quan hệ nơi làm việc, tập trung vào các vấn đề sức khỏe công việc. Bà là một trưởng phòng trong văn phòng của Bộ trưởng Bộ Lao động cho đến năm 2003, bà được bầu vào Quốc hội. Năm 2005, bà trở thành Bộ trưởng Bộ Phụ nữ, Hạnh phúc Gia đình và Xã hội. Bà đã viết rất nhiều vở kịch, và là người sáng lập công ty sân khấu La Voix de l'Est. Năm 1998, UNESCO công nhận vở kịch La Dévoilée của bà. Một bộ phim mà bà làm đạo diễn dựa trên tác phẩm của mình, về đề tài cắt âm vật, đã được công chiếu vào năm 2015.